# Dampierre-Saint-Nicolas
Dampierre-Saint-Nicolas är en kommun i departementet Seine-Maritime i regionen Normandie i norra Frankrike. Kommunen ligger i kantonen Envermeu som tillhör arrondissementet Dieppe. År 2022 hade Dampierre-Saint-Nicolas 447 invånare.

## Befolkningsutveckling
Antalet invånare i kommunen Dampierre-Saint-Nicolas
| Referens: INSEE |